# Tomás Gil
Gil  Martínez est un nom espagnol. Le premier nom de famille, en général paternel, est Gil ; le second, en général maternel, souvent omis, est Martínez.
Tomás Aurelio Gil Martínez est un coureur cycliste vénézuélien, né le 23 mai 1977 à Caracas.

## Biographie
Il naît dans la capitale vénézuélienne en 1977, de parents journalistes. Il obtient son grade de bachiller en 1994. Parallèlement à sa carrière cycliste, il poursuit des études en économie. Il est marié à une avocate, avec laquelle il a eu une enfant. 
Après avoir touché à plusieurs sports, il se consacre au cyclisme qu'il a découvert seul et s'inscrit à l'école de cyclisme du District capitale de Caracas, dirigée par M. Domingo Rivas, qui utilise le vélodrome Teo Capriles. Sa première compétition d'importance sont les Jeux nationaux juniors (juegos nacionales juveniles) qu'il dispute avec la sélection du District capitale. Il termine dixième de la course en ligne et de la poursuite individuelle.
Lors de sa première saison en catégorie Élite, il termine deuxième de la poursuite individuelle et remporte la poursuite par équipes et le contre-la-montre, lors des championnats nationaux. Grâce à ces résultats, il intègre, en 1996, la sélection nationale vénézuélienne. 
Puis il quitte Caracas pour effectuer un tour du pays des clubs et des régions. Il part tout d'abord, vers l'est et l'état de Monagas, où il court pour l'équipe La Japonesa, durant deux saisons. Puis il passe par l'état de Mérida et arrive à Trujillo, où il s'inscrit au club Triple Gordo. Avec cette formation, il termine, notamment, troisième du Tour du Venezuela 2003.  
Après un passage par l'état de Carabobo, il court deux ans en Espagne avec la formation Andalucía – Paul Versan. Il remporte notamment le contre-la-montre du dernier jour de las Rutas del Vino de Castilla La Mancha, épreuve du calendrier national espagnol qu'il termine troisième. À son retour d'Europe, il revient pour trois ans dans l'équipe Gobernación de Carabobo. Durant cette période, il remporte trois titres de champion national (deux du contre-la-montre, un de la course en ligne). Il finit, également, troisième du Tour du Venezuela 2007. En janvier 2009, il effectue sa dernière course avec cette formation et s'illustre en finissant deuxième du Tour du Táchira. 
Puis il signe avec l'équipe Lotería del Táchira, où il reste trois saisons. En 2010, il en profite pour ajouter à son palmarès un troisième titre de champion national du contre-la-montre et le Tour du Venezuela. Selon lui, c'est dans cet exercice de l'effort solitaire qu'il a construit sa victoire dans son Tour national. L'année suivante, il remporte sa première épreuve par étapes, à l'extérieur des frontières de son pays natal. En février, membre de la sélection nationale, il s'impose lors de la Vuelta a la Independencia Nacional, en République dominicaine.      
À près de 35 ans, Gianni Savio l'enrôle dans son équipe Androni Giocattoli, pour la saison 2012.
Le dernier week-end d'avril, il débute en Europe, en compagnie de Miguel Ubeto. Mais que cela soit au Grand Prix de l'industrie et de l'artisanat de Larciano ou le lendemain au Tour de Toscane, le rythme élevé de la compétition ne lui permet pas de finir ces deux épreuves.

## Palmarès sur route

### Par années
- 2003
  - 3e du Tour du Venezuela
- 2004
  - 2e du championnat du Venezuela sur route
  - 3e du championnat du Venezuela du contre-la-montre
- 2006
  -  Champion du Venezuela du contre-la-montre
  -  Médaillé de bronze du contre-la-montre aux Jeux d'Amérique centrale et des Caraïbes[11]
- 2007
  -  Champion du Venezuela sur route
  - 3e du championnat du Venezuela du contre-la-montre
- 2008
  -  Champion du Venezuela du contre-la-montre
- 2009
  - 2e du Tour du Táchira
- 2010
  -  Champion du Venezuela du contre-la-montre
  -  Médaillé d'or du contre-la-montre aux Jeux d'Amérique centrale et des Caraïbes
  - Tour du Venezuela :
    - Classement général
    - 8e étape

  - 4e étape du Clásico Virgen de la Consolación de Táriba (contre-la-montre)
  - 2e du Clásico Virgen de la Consolación de Táriba
- 2011
  - Vuelta a la Independencia Nacional : 
    - Classement général[12]
    - 6e étape b (contre-la-montre)[13]

  - 2e du championnat du Venezuela contre-la-montre
  -  Médaillé de bronze du contre-la-montre des championnats panaméricains
- 2012
  -  Champion du Venezuela du contre-la-montre
  - 2e étape du Tour du Táchira
- 2014
  - 3e du championnat du Venezuela du contre-la-montre
- 2015
  - 3e du championnat du Venezuela du contre-la-montre

### Résultats sur les grands tours

#### Tour d'Italie
- 2013 : abandon (9e étape)

### Classements mondiaux
| Année            | 2006 | 2007 | 2008 | 2009 | 2010 | 2011 | 2012 | 2013  | 2014 |
| ---------------- | ---- | ---- | ---- | ---- | ---- | ---- | ---- | ----- | ---- |
| UCI America Tour | 149e | 19e  | 168e | 82e  | 15e  | 18e  | 76e  |       | 409e |
| UCI Europe Tour  |      |      |      |      |      |      |      | 1202e |      |

## Palmarès sur piste
- Jeux panaméricains 2007
  -  Médaillé d'argent de la poursuite
  -  Médaillé de bronze de la poursuite par équipes

## Résultats sur les championnats

### Championnats du monde professionnels

#### Contre-la-montre
1 participation.
- Copenhague 2011 : 54e au classement final[23].

### Jeux panaméricains

#### Piste
| Poursuite individuelle 1 participation. - Rio de Janeiro 2007 : Deuxième de la compétition. | Poursuite par équipes 1 participation. - Rio de Janeiro 2007 : Troisième de la compétition. |

### Championnats panaméricains
| Poursuite individuelle 2 participations. - Tinaquillo 2004 : deuxième de la compétition. - Valencia 2007 : deuxième de la compétition. Poursuite par équipes 3 participations. - Tinaquillo 2004 : deuxième de la compétition (avec Richard Ochoa, Isaac Cañizáles et Franklin Raúl Chacón). - São Paulo 2006 : troisième de la compétition (avec Isaac Cañizáles, Andris Hernández et Frederick Segura). - Valencia 2007 : deuxième de la compétition (avec Richard Ochoa, Franklin Raúl Chacón et Yosvangs Rojas). | Contre-la-montre 2 participations. - Valencia 2007 : troisième au classement final - Medellín 2011 : troisième au classement final. |

### Jeux d'Amérique centrale et des Caraïbes

#### Piste
| Poursuite individuelle - Carthagène des Indes 2006 : Troisième de la compétition. Course à l'américaine - San Salvador 2002 : Troisième de la compétition (avec Miguel Ubeto). | Poursuite par équipes - Maracaibo 1998 : Deuxième de la compétition. - San Salvador 2002 : Deuxième de la compétition. - Carthagène des Indes 2006 : Deuxième de la compétition. |

#### Route
Contre-la-montre
- Carthagène des Indes 2006 :  Troisième de la compétition.
- Mayagüez 2010 :  Vainqueur de la compétition.